# Håkmark
Håkmark är en ort i Umeå kommun belägen sydöst om tätorten Hissjö, cirka 1 mil norr om centrala Umeå. SCB har för bebyggelsen i orten avgränsat en småort namnsatt till Håkmark och Ostibyn

## Kända personer från Håkmark
- Sixten Landby, tyngdlyftare, kraftkarl och burlesk poet.